# دال سرسرخ
دال سرسرخ (نام علمی: Sarcogyps calvus) نام یک گونه از تیره عقابیان است.